# Партія «Стрілохрест»
Партія «Стрілохрест» (угор. Nyilaskeresztes párt – Hungarista Mozgalom, досл. «Партія „Стрілохрест“ – гунґаристський рух», скорочено NYKP) — крайня права партія в Угорщині, яку заснував Ференц Салаші 1937 року. Неодноразово заборонялася угорським урядом і знову легалізувалася. Її ще називають угорською партією «схрещених стріл».
17 жовтня 1944 роки після державного перевороту в Угорщині сформувала новий пронімецький уряд, який існував до кінця березня 1945 року. У квітні того ж року була заборонена і розпущена.

## Історія
Партія була створена 1937 року як наступниця «Партії національної волі», заснованої 1935 року Ференцем Салаші («Стрілохрест» — третя за рахунком ультраправа партія Салаші). Символ «схрещені стріли» угорські націонал-соціалісти почали використовувати замість первісної свастики після того, як угорський уряд заборонив носіння свастики як емблеми іноземної держави.
Салаші, офіцер на дійсній військовій службі, спочатку симпатизував Дюлі Гембешу, зумів об'єднати невеликі націонал-соціалістичні партії (Націонал-соціалістична партія сільськогосподарських і промислових робітників Золтана Мешкоша, Угорська націонал-соціалістична народна партія графа Олександра Фештетіца і Націонал-соціалістична партія графа Фіделя Палфі). На відміну від цих угруповань, які називали себе народними або робочими партіями, але складалися, головним чином, з представників угорської дрібної шляхти, чиновників, офіцерського корпусу й інтелігенції, «Схрещені стріли» Салаші зуміли отримати вагому підтримку частини робітників і дрібних селян.
За даними партії, 1937 року 17 % її членів були офіцери, 13 % — селяни і не менше 41 % — робітники. На парламентських виборах 28 травня 1939 року «Схрещені стріли» досягли особливо великих успіхів у передмістях Будапешта, населених переважно робітниками, і в інших промислових і гірничодобувних центрах країни через соціал-демократів і Партії дрібних сільських господарів.
Після цих виборів «Схрещені стріли», отримавши 18 % голосів і 49 місць в Парламенті, стали другою політичною силою після керівної партії, що отримала на тих же виборах 70 % голосів і 183 місця. У передмістях Будапешта «Схрещені стріли» отримали 41,7 % голосів, тоді як керівна партія — тільки 27,5 %, соціал-демократи — 17,1 % (лише 5 місць у всій Угорщині) і Християнська партія — 6,9 %. У програмі нілашистів містилися вимоги тіснішої співпраці з нацистською Німеччиною, активізації війни проти антигітлерівської коаліції, посилення боротьби з робітничими партіями.
Таким чином, партія «Схрещені стріли», що налічувала 1939 року 250 тис. членів, мала широку базу, її прихильники та виборці походили з усіх верств населення, особливо з середовища промислових і сільськогосподарських робітників.
Попри успіхи на виборах, «Схрещені стріли» були не тільки не допущені в уряд, але й піддані переслідуванням. Салаші був засуджений до тривалого тюремного ув'язнення за те, що відкрито звинуватив дружину регента Горті в єврейському походженні. Однак 1940 року під тиском Німеччини він був звільнений з ув'язнення за амністією, хоча сама партія незабаром була заборонена за критику порівняно слабкої участі Угорщини у Другій світовій війні й продовжувала діяти підпільно.
Салаші вступив у прямий контакт з гітлерівським урядом і отримав його політичну підтримку. У березні 1944 року пронімецький уряд Деме Стояї легалізував «Схрещені стріли». Партія стала значною політичною силою.
Для повалення Міклоша Горті, який уклав перемир'я з Радянським Союзом, 15 жовтня 1944 німці здійснили в Угорщині державний переворот. Син Горті був викрадений штурмовиками Отто Скорцені, а регент відмовився від своїх повноважень на користь Салаші. Салаші став главою уряду і держави («вождем угорського народу»).